# The Jacksons Tour
 (septembre 2009).
Si vous disposez d'ouvrages ou d'articles de référence ou si vous connaissez des sites web de qualité traitant du thème abordé ici, merci de compléter l'article en donnant les références utiles à sa vérifiabilité et en les liant à la section « Notes et références ».
Tournées par The Jacksons
The Jackson 5 Final Tour
(1976) Goin' Places Tour
(1978)
The Jacksons Tour est une tournée européenne du groupe The Jacksons. Elle s'est déroulée du 17 au 24 mai 1977. Le groupe s'est produit en France, en Allemagne, aux Pays-Bas et au Royaume-Uni (où ils ont chanté lors de la Royal Command Performance pour la reine Élisabeth II),.

## Liste des concerts
| Date        | Ville     | Pays        | Lieu              |
| ----------- | --------- | ----------- | ----------------- |
| 17 mai 1977 | Glasgow   | Royaume-Uni | King's Theatre    |
| NC          | Amsterdam | Pays-Bas    | NC                |
| NC          | Brême     | Allemagne   | NC                |
| NC          | Paris     | France      | NC                |
| 24 mai 1977 | Londres   | Royaume-Uni | Hammersmith Odeon |

## Équipe musicale

### Artistes principaux
- Michael Jackson : chanteur, danseur
- Jackie Jackson : chanteur, danseur, percussionniste
- Tito Jackson : chanteur, danseur, guitariste
- Marlon Jackson : chanteur, danseur, percussionniste
- Randy Jackson : chanteur, percussionniste